# Nogometno prvenstvo Zagreba 1946./47.
Nogometno prvenstvo Zagreba za 1946./47. je osvojio "Milicioner". Sudjelovala su tri kluba.

## Ljestvica
| mj. | klub              | ut. | pob. | ner. | por. | gol+ | gol- | bod |
| --- | ----------------- | --- | ---- | ---- | ---- | ---- | ---- | --- |
| 1.  | Milicioner Zagreb | 4   | 2    | 2    | 0    | 9    | 5    | 6   |
| 2.  | Mladost Zagreb    | 4   | 2    | 1    | 1    | 10   | 5    | 5   |
| 3.  | Jedinstvo Zagreb  | 4   | 0    | 1    | 3    | 3    | 12   | 1   |

## Rezultatska križaljka
| kratica | klub              | JED | MIL   | MLA   |
| --- | ----------------- | --- | ----- | ----- |
| JED | Jedinstvo Zagreb  |     |       |       |
| MIL | Milicioner Zagreb |     |       | 2:2 * |
| MLA | Mladost Zagreb    |     | 2:2 * |       |
| |                   |     |       |       |
| podebljan rezultat - utakmice od 1. do 3. kola (1. utakmica između klubova) rezultat normalne debljine - utakmice od 4. do 6. kola (2. utakmica između klubova) rezultat nakošen - nije vidljiv redoslijed odigravanja međusobnih utakmica iz dostupnih izvora rezultat smanjen * - iz dostupnih izvora nije uočljiv domaćin susreta prekrižen rezultat - poništena ili brisana utakmica p - utakmica prekinuta 3:0 p.f. / 0:3 p.f. - rezultat 3:0 bez borbe |                   |     |       |       |

 Izvori: 